# Selago burkei
Selago burkei är en flenörtsväxtart som beskrevs av Robert Allen Rolfe. Selago burkei ingår i släktet Selago och familjen flenörtsväxter. Inga underarter finns listade i Catalogue of Life.